# آلدو ناردین
آلدو ناردین (انگلیسی: Aldo Nardin; ۱۷ نوامبر ۱۹۴۷ – ۲۷ مهٔ ۲۰۲۰) بازیکن فوتبال اهل ایتالیا بود.
از باشگاه‌هایی که در آن بازی کرده‌است می‌توان به باشگاه ورزشی لاتزیو، باشگاه فوتبال لچه، باشگاه فوتبال فوجا، باشگاه فوتبال ناپولی، باشگاه فوتبال اتلتیکو آرتزو، باشگاه فوتبال ترنانا، و باشگاه فوتبال وارزه اشاره کرد.
وی همچنین در تیم‌های ملی فوتبال زیر ۲۱ سال ایتالیا و Italy national under-23 football team بازی کرده‌است.